# Heiri Suter
Heinrich Suter (ur. 10 lipca 1899 w Gränichen, zm. 6 listopada 1978 w Bülach) – kolarz szwajcarski. Wsławił się zwyciężając w jednym roku (1923) dwa klasyki, Paryż-Roubaix oraz wyścig Dookoła Flandrii.
Ma na koncie 58 zwycięstw. Był między innymi pięciokrotnym mistrzem Szwajcarii (1920–22, 1926, 1929), sześciokrotnym zwycięzcą Züri Metzgete (1919–20, 1922, 1924, 1928–29). dwukrotnie wygrywał wyścig Paryż-Tours (1926–27), triumfował także w Paryż-Roubaix (1923), wyścigu Dookoła Flandrii (1923) oraz w Bordeaux-Paryż (1925).